# ليتون باينز
ليتون باينز (بالإنجليزية: Leighton Baines)‏ (مواليد 11 ديسمبر 1984 في كيركبي - إنجلترا) لاعب كرة قدم إنجليزي سابق، سبق وأن لعب لصالح نادي الدرجة الممتازة إيفرتون الإنجليزي منذ 2007 حتى عام 2020. في مركز الظهير الأيسر.

## روابط خارجية
- ليتون باينز على موقع الاتحاد الدولي (مؤرشف)  (الإنجليزية)
- ليتون باينز على موقع الاتحاد الأوربي (الإنجليزية)
- ليتون باينز على موقع قاعدة بيانات كرة القدم.إي يو (الإنجليزية)
- ليتون باينز على موقع ناشيونال فوتبول تيمز (الإنجليزية)
- ليتون باينز على موقع Soccerbase.com (لاعب) (الإنجليزية)
- ليتون باينز على موقع Soccerway.com (الإنجليزية)
- ليتون باينز على موقع عالم كرة القدم.نت (الإنجليزية)
- ليتون باينز على موقع كووورة
- ليتون باينز على موقع AS.com (الإسبانية)